# Elettrotreno Sapsan
Sapsan, anche denominato Velaro RUS EVS è un elettrotreno facente parte della famiglia del Siemens Velaro destinato al servizio sulle linee di alta velocità ferroviaria.

## Storia
Il primo accordo per la produzione di una serie di otto convogli, derivati dall'ICE 3 che circolava sull linee tedesche, è stato siglato nel 2006.
Dopo che i primi quattro convogli sono stati consegnati il primo utilizzo in Russia è avvenuto sulla linea che collega la capitale russa Mosca con la capitale culturale San Pietroburgo il 17 dicembre 2009. I treni AV "Sapsan" delle Ferrovie russe percorrono la distanza di 645 km in 3 ore e 45 minuti. I treni sono composti da dieci carrozze: due carrozze di classe business e otto carrozze nella classe turistica con il bar in una delle carrozze centrali.
L'anno successivo ha avuto inizio il servizio anche sulla linea che collega Mosca con Nižnij Novgorod.
Nel 2011 è stato siglato un nuovo accordo per l'acquisto di ulteriori otto convogli Sapsan.

## Imagine

L'itinerario San Pietroburgo-Mosca e il Mosca-Nižnij Novgorod.